# Vexatorella latebrosa
Vexatorella latebrosa är en tvåhjärtbladig växtart som beskrevs av J.P. Rourke. Vexatorella latebrosa ingår i släktet Vexatorella och familjen Proteaceae. Inga underarter finns listade i Catalogue of Life.